# António Francisco da Silva Porto
António Francisco Ferreira da Silva Porto (Porto, 24 août 1817 - Kuito, 2 avril 1890) est un commerçant et un explorateur portugais qui devint célèbre pour son activité en Afrique: pendant longtemps, il restera le seul européen connu par les populations du plateau de Bié. Bien avant que les explorateurs européens traversent l'Afrique, cet « africaniste » s'établit comme commerçant au milieu du sertão angolais. 
Son expérience fut précieuse pour les commerçants et les aventuriers qui s'aventurèrent à l'intérieur des terres angolaises. Il incarnera le mythe colonial portugais, renforcé encore par sa mort tragique: le 1er avril 1890, il s'immole par le feu, enveloppé dans un drapeau portugais, dans la région de Kuito en Angola. Son geste vise à dénoncer l'échec des négociations entre les responsables angolais et les troupes portugaises de Paiva Couceiro. Celles-ci stationnaient dans la région malgré les promesses de Silva Porto. Paiva Couceiro attribuera ce suicide à l'ultimatum britannique. L'émoi national profitera aux républicains; une foule immense assiste à ses funérailles à Porto.